# Tsigie Gebreselama
Tsigie Gebreselama, född 30 september 2000, är en etiopisk friidrottare som tävlar i långdistanslöpning.

## Karriär
Gebreselama tog brons på 3 000 meter vid junior-VM 2018. Hon är uttagen att medverka på 10 000 meter vid OS 2024.